# Gynostemma caulopterum
Gynostemma caulopterum là một loài thực vật có hoa trong họ Cucurbitaceae. Loài này được S.Z.He mô tả khoa học đầu tiên năm 1996.